# Фанданго (рестлер)
Кёртис Джонатан Хасси (англ. Curtis Jonathan Hussey, род. 22 июля 1981, Бостон) — американский рестлер. В настоящее время выступает в Impact Wrestling под именем Джей Ди Си (англ. JDC).
Он наиболее известен по своей карьере в WWE, где выступал под псевдонимом Фанданго (англ. Fandango). Зрители WWE начали петь и танцевать под его вступительную музыку, которая значительно поднялась в чартах iTunes и получила освещение в основных СМИ. Позже он сформировал команду с Тайлером Бризом под названием «Бризданго», дуэт выиграл командное чемпионство NXT в августе 2020 года.

## В рестлинге
- Завершающий приёмы
  - Как Фанданго
    - Swinging reverse STO[3]
    - Diving leg drop[4]

  - Как Джонни Кёртис
    - A Bid Farewell[4] — FCW
    - Maine Jam[4] — WWE
    - Sitout suplex slam[5] — WWE; использовался как коронные приём в FCW
    - Slingshot leg drop[6] — независимые федерации; используется как коронные приём в WWE
- Коронные приёмы
  - Back elbow[7][7]
  - Belly to back suplex[7][7]
  - Discus clothesline[7][7]
  - Diving clothesline[8]
  - European uppercut[9][10]
  - Johnny Kick[11][12] — 2010—2012
  - Low-angle dropkick[13]
  - Northern Lights suplex[14]
- Прозвища
  - «Premier Player»[6]
  - «The Thoroughbred»[4]
  - «Dirty Curty»[15]
  - «Simply» Johnny Curtis[16]
- Музыкальные темы
  - «I Told You So» от Flatfoot 56 (12 августа 2011 — октябрь 2012)[17]
  - «ChaChaLaLa» от Джима Джонстона (4 марта 2013 — настоящее время)

## Титулы и достижения
- Florida Championship Wrestling
  - Командный чемпион Флориды (2 раза) — с Тайлером Рексом (1) и Дерриком Бэйтменом (1)[18][19]
- Northeast Championship Wrestling
  - NCW New England Championship (1 раз)[20]
  - NCW Tag Team Championship (1 раз) — с Дэмьеном Хьюстоном[20]
- Power League Wrestling
  - PLW New England Championship (1 раз)[21]
- Premier Wrestling Federation
  - PWF Northeast Tag Team Championship (2 раза) — с Кенном Финиксом[22][23]
  - PWF Northeast Heavyweight Championship (2 раза)[24]
- Pro Wrestling Illustrated
  - PWI ставит его под № 59 в списке 500 лучших рестлеров 2013 года[25]
- South Coast Championship Wrestling
  - SCCW Lightweight Championship (1 раз)[26]
- WWE
  - Победитель четвёртого сезона NXT[27]
  - Командный чемпион NXT (1 раз) — Тайлером Бризом